# Muzeul Județean Ialomița
Muzeul Județean Ialomița este o instituție muzeală din județul Ialomița, cu sediul central în municipiul reședință de județ Slobozia.
În teritoriu funcționează cu următoarele secții:
- Așezământul de Artă și Cultură Religioasă Maia-Catargi (comuna Maia)
- Baza de Cercetare și Expunere Muzeală Orașul de Floci (comuna Giurgeni)
- Baza Arheologică Popina-Bordușani (comuna Bordușani)
- Conacul Bolomey—monument istoric de arhitectură (comuna Cosâmbești